# Pepita Carpeña
Pour les articles homonymes, voir Carpena et Amat.
Josefa Carpeña-Amat (19 décembre 1919 – 5 juin 2005), connue sous le pseudonyme de Pepita Carpeña est une militante féministe libertaire espagnole.
Ouvrière, elle fréquente très jeune le mouvement libertaire et prend part à la Révolution sociale espagnole de 1936 dans les rangs de la Confédération nationale du travail, dans la Federación Ibérica de Juventudes Libertarias et dans l'organisation féminine libertaire Mujeres Libres.

## Biographie
Née à Barcelone, elle commence à travailler à l'âge de douze ans. À 14 ans, elle s'implique dans la Révolution espagnole et adhère à la Confederación Nacional del Trabajo (CNT - Confédération Nationale du Travail). Fin 1937, elle rejoint le mouvement  anarcho-féministe des Mujeres Libres (Femmes libres), devenant par la suite son secrétaire chargée de la propagande tout en travaillant, dans le même temps, pour une usine d'armement.
Contrainte de quitter l'Espagne en 1939, elle s'installe définitivement à Marseille. Elle rédige ses mémoires d'avril 1992 à juin 1993, qui sont édités sous le titre « De Toda la vida », traduits et publiés en France en 2000, sous le titre Toute une vie : mémoires. Elle contribue à des travaux collectifs : Mujeres Libres et Luchadoras Libertarias (Luttes Libertaires) également traduits en français. Elle participe depuis 1979 jusqu'à sa mort aux activités de la branche marseillaise du Centre International de Recherche sur l'Anarchisme (CIRA) de Marseille.

### Filmographie
- Lisa Berger, Carol Mazer, De toda la vida (Toutes nos vies), 55 minutes, 1986, avec la participation de Sara Berenguer, Pepita Carpeña, Dolores Prat, Federica Montseny, Suceso Portales, Mercedes Comaposada et Conxa Pérez Collado[1], voir en ligne.
- Le film Libertarias, réalisé par Vicente Aranda en 1996, traite des femmes qui ont milité au sein de l'organisation des Mujeres Libres. Les personnages sont joués par les actrices espagnoles Ana Belén, Victoria Abril et Ariadna Gil.